# Exidiopsis citrina
Exidiopsis citrina är en svampart som tillhör divisionen basidiesvampar, och som beskrevs av K. Hauerslev. Exidiopsis citrina ingår i släktet Exidiopsis, och familjen Exidiaceae. Arten har ej påträffats i Sverige.